# Строганов, Григорий Аникеевич
Григорий Аникеевич Строганов (ок. 1533 — 5 ноября 1577) — крупный русский промышленник и купец.

## Биография
Представитель купеческого рода Строгановых. Сын Аникея Фёдоровича Строганова (1488—1570) и Софии Андреевны Бакулевой (1509—1567). Братья — Яков и Семён Аникеевичи Строгановы.
В апреле 1558 года купец Григорий Аникеевич Строганов получил жалованную грамоту от царя Ивана Грозного на «пустые» земли Перми Великой за 88 верст по реке Кама от устья реки Лысьвы и Пызненского Курья до устья реки Чусовая, по обе стороны р. Камы (3 415 840 десятин).
В 1564 году, получив разрешения от царского правительства, Г. А. Строганов построил городок на Орловском волоке под именем Кергедан (Орёл-городок).
В августе 1572 года в ответ на убийство восставшими черемисами и башкирами 87 русских «торговых людей» в окрестностях городков Канкара и Кергедана царь Иван Грозный приказал братьям Якову и Григорию Строгановым собрать свои военные силы и предпринять карательный поход на мятежников, «выбрав охочих людей, ходить на них войною и приводить под высокую руку Царскую».
Вскоре после смерти отца между Григорием и Яковом Аникеевичами, с одной стороны, и младшим их братом Семеном, жившим в Сольвычегодске, с другой, возникла вражда, причины которой остаются неизвестными. Дело дошло до царского суда, которым Семен Строганов в 1573 году был признан виновным и старшим братьям «выдан головой».
В 1573 году сибирский хан Кучум, опасавшийся усиления братьев Строгановых, организовал поход на их владения. Большой отряд из сибирских татар, остяков и вогуличей под предводительством царевича Маметкула 2 июня напал на чусовский городок Кангор, но не смог им овладеть. Однако противник умертвил многих из покорившихся русским туземцев в окрестностях. Яков и Григорий Строгановы отправили из Чусовского городка большой отряд против Маметкула, который отступил за Урал. Строгановы стали преследовать татар, по дороге они напали на поселения тех остяков и вогуличей, которые или присоединились к отряду Маметкула, или так или иначе помогали последнему. Многие жители были убиты, «жен и детей в полон побрали, жилища в пепл обратили».
В марте 1574 года царь Иван Грозный приказал братьям Якову и Григорию Строгановым немедленно прибыть из Москвы в Александрову Слободу. Здесь царь имел с ними несколько продолжительных бесед, подробно расспрашивая их о разных обстоятельствах, связанных с взаимоотношениями прикамских земель и Сибири, и внимательно выслушивая их мнение о мерах, необходимых с целью обуздания татар и сибирского хана Кучума. В мае того же года «именитые люди» Яков и Григорий Аникеевичи Строгановы получил от царя грамоту на новые обширные территории за Югорским Камнем на Тахчеях, на Тоболе и Иртыше и на Оби (Вагранские земли — 887 325 десятин и 42 квадратные сажени, Туринская пустошь — 99 110 десятин и 1575 квадратных сажен, Заозерская дача — 238 325 десятин).
Григорий Строганов проживал в построенном им Орёл-городке.
В ноябре 1577 года Григорий Аникеевич Строганов скончался и был похоронен в Благовещенском соборе Сольвычегодска. Его владения унаследовал сын Никита Строганов.

## Семья и дети
Был дважды женат. Его первой женой была Мавра Григорьевна Бутусина (1537—1574). Дети от первого брака:
- Ирина
- Марфа
- Козьма (ок. 1557 — между 1558—1562)
- Никита (1560—1616)
- Иван (ок. 1561—1565)
- Василий (ок. 1565—1568)

Около 1575 года вторично женился на Ирине Григорьевне Несеянцовой (?—1595), от брака с которой детей не имел.